# グリーンハウス (コンピュータ周辺機器製造)
株式会社グリーンハウスは、東京都渋谷区に本社を置く、パソコン周辺機器を中心に、映像・オーディオ関連機器やキッチングッズをはじめ、セールスプロモーション向け製品やOEM製品、IoTソリューションなど幅広い分野の製品を取り扱う電子機器の総合メーカー。

## 概要
- 設立　1991年（平成3年）[1]
- 資本金　96,000,000円
- 役員一覧
  - 小沢 武史　代表取締役
  - 佐野 譲　専務取締役兼執行役員
  - 小澤 達夫　取締役兼執行役員
  - 奥寺 貴哉　取締役兼執行役員
  - 長谷川 久明　取締役兼執行役員
  - 飯村 友近　取締役兼執行役員
  - 香西 潤一郎　執行役員

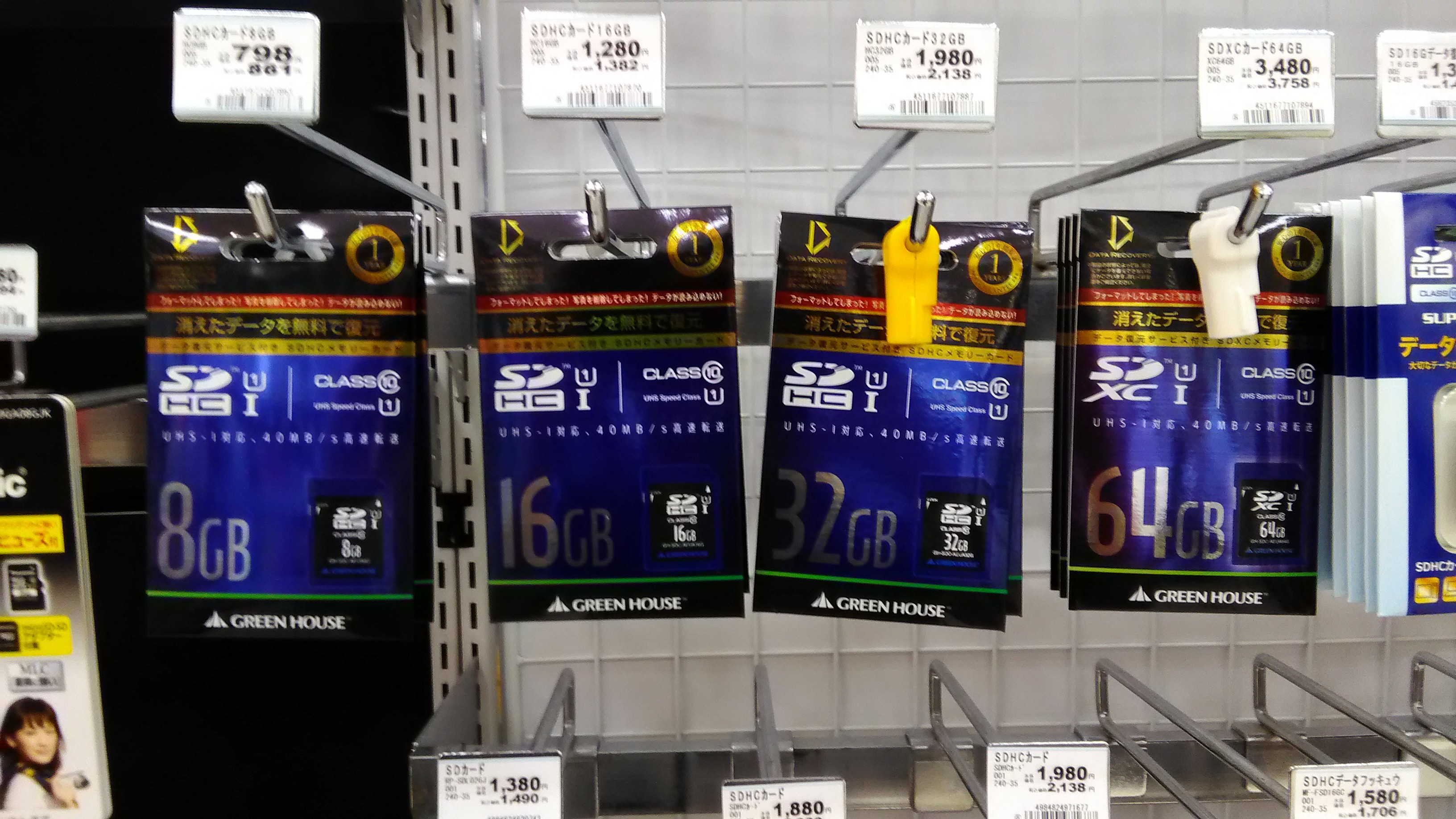
イオンモールで販売されている
グリーンハウスのSDHCカード

- 事業内容　パソコン・スマートフォン関連機器、映像・オーディオ関連機器、キッチン・ライフスタイル関連機器の企画・製造・販売と、ノベルティやデジタルサイネージなどのセールスプロモーション関連製品、無線機器(IoT)、組み込みシステム向けOEM製品の開発・提供。
- 本社所在地　東京都渋谷区恵比寿1-19-15　ウノサワ東急ビル5F
- 支店　9ヵ所

## 沿革
- 1991年：渋谷区道玄坂に会社設立。
- 1992年：渋谷区恵比寿4-9-9に本社移転。
- 1993年：愛知県岡崎市本町通1-12に岡崎支店開設。
- 1996年：渋谷区恵比寿1-20-22に本社移転。
- 1997年：岡崎市八帖北町23-15に岡崎支店移転。
- 1999年：資本金を4,000万円に増資。秋葉原支店開設。
- 2001年：千代田区外神田3-15-6　小暮・末広ビルに秋葉原支店移転。
- 2001年：大阪市中央区安土町2-2-15に大阪支店開設。
- 2003年：福岡市博多区博多駅前2-20-1に福岡支店開設。
- 2003年：台湾台北市に台湾オフィス開設。
- 2004年：札幌市中央区北2条西1丁目10に札幌支店開設。
- 2005年：香川県高松市天神前6-34に高松支店開設。
- 2005年：広島県広島市中区鉄砲町1-20に広島支店開設。
- 2005年：資本金を9,600万円に増資。
- 2006年：岡崎支店を移転・名古屋市中村区名駅3-23-13に名古屋支店開設。
- 2006年：大阪府大阪市中央区本町1-5-6 山甚ビルに大阪支店移転。
- 2007年：宮城県仙台市に仙台支店開設。
- 2010年：愛知県名古屋市中村区名駅3-25-9　堀内ビル7Fに名古屋支店移転。
- 2011年：渋谷区恵比寿1-19-15　ウノサワ東急ビル5Fに本社移転。
- 2011年：宮城県仙台市青葉区中央3-4-12　COI仙台中央ビル3Fに仙台支店移転。
- 2012年：ツイスパソーダ取り扱い開始
- 2013年：株式会社アールエフリンクと資本業務提携
- 2013年：ハンディビアサーバー発売開始
- 2015年：ネットギアジャパン合同会社と販売契約を締結
- 2017年：バリューソリューション株式会社と業務提携
- 2018年：香川県高松市常磐町2-4-2 大熊ビル2階に高松支店移転
- 2019年：アマゾン製品の取扱を開始　アマゾンジャパン合同会社と販売契約を締結
- 2019年：首都直下地震想定「大規模地震時医療活動訓練」で当社無線モジュール端末が採用
- 2020年：SwitchBot製品の取扱を開始　WONDERLABS LIMITEDと販売契約を締結
- 2021年：千葉県長南町に「危機管理型水位計ソリューション」を導入
- 2022年：Philipsオーディオ・モバイルアクセサリー製品の取扱を開始
- 2023年：東京都千代田区外神田3-6-9　沖村ビル3階に秋葉原支店移転

## 事業所
- 名古屋支店（愛知県名古屋市）
- 大阪支店（大阪府大阪市）
- 秋葉原支店（東京都千代田区）
- 福岡支店（福岡県福岡市）
- 札幌支店（北海道札幌市）
- 高松支店（香川県高松市）
- 広島支店（広島県広島市）
- 仙台支店（宮城県仙台市）
- 台湾オフィス（台湾台北市）

## 製品一覧
- PC関連機器
  - メモリー
    - デスクトップ用増設メモリー
    - ノートパソコン用増設メモリー
    - サーバー・ワークステーション用増設メモリー
    - プリンタ用増設メモリー

  - USBフラッシュメモリー
    - スタンダードモデル
      - このスタンダードモデルは、アクセスランプが付いていない。

    - 高速モデル
    - セキュリティ強化モデル
    - バラエティモデル
    - 名入れ専用モデル

  - メモリカード
    - SD/SDHC/SDXCカード
    - microSD/SDHC/SDXCカード
    - コンパクトフラッシュ
    - CFastカード
    - ATAカード
    - 工業用メモリカード

  - 液晶ディスプレイ
  - ストレージ
    - SSD

  - ネットワーク
    - LANケーブル
    - スイッチングハブ　等
- スマートフォン・タブレット関連
  - ケーブル
  - 充電器
  - メモリーカード
  - カードリーダ
  - イヤホン・ヘッドセット
  - ケース・カバー
  - スマートフォン・タブレットアクセサリ
- 映像・オーディオ関連
  - DVD/ブルーレイディスクプレーヤー　
  - オーディオプレーヤー
  - カー用品
  - テレビ関連
  - カメラ関連
  - 光学メディア
- キッチン・ライフスタイル
  - ビールサーバー
  - ソーダマシン
  - キッチン家電
  - 照明
  - 防犯・防災グッズ
- デジタルサイネージ・電子POP
- IoT・無線関連